# Philipp Marx
Phillip Marx (Biedenkopf, 3 de Fevereiro de 1982) é um tenista profissional alemão, especialista em duplas seu melhor ranking, foi em 2010, sendo N. 63 da ATP.